# Blurryface
Albums de Twenty One Pilots
Vessel
(8 janvier 2013) Trench
(5 octobre 2018)
Singles
1. Fairly Local
Sortie : 17 mars 2015
2. Tear in My Heart
Sortie : 6 avril 2015
3. Lane Boy
Sortie : 4 mai 2015
4. Stressed Out
Sortie : 10 novembre 2015[3]
5. Ride
Sortie : 12 avril 2015[4]
6. Heavydirtysoul
Sortie : 9 décembre 2016[5]

Blurryface est le 4e album studio du duo musical américain Twenty One Pilots, sorti le 17 mai 2015, avec le label Fueled by Ramen.
Comme leur précédent album Vessel (2013), l'album prend l'influence de divers genres, y compris le hip-hop, le rock, la pop, le dub et l'indie. Au niveau des paroles, l'album incorpore des thèmes variés comme la santé mentale, le doute et la religion. Il contient les singles à succès Stressed Out et Ride, qui ont tous deux dépassé la 5e place du Billboard Hot 100.
Blurryface a été bien accueilli par les critiques, qui ont complimenté ses thèmes et sa diversité musicale. Il est considéré comme l'album révolutionnaire du groupe, devenant le premier à atteindre la 1re place du Billboard 200. L'album s'est vendu à plus de 1,5 million d'exemplaires aux États-Unis en avril 2017  En 2018, Blurryface est devenu le premier album de l'ère numérique à avoir reçu pour chaque piste au moins une certification d'or de la Recording Industry Association of America,. Le 15 mai 2019, il a atteint le cap des 200 meilleurs albums du Billboard pendant quatre ans, sans jamais quitter le palmarès.

## Contexte et production

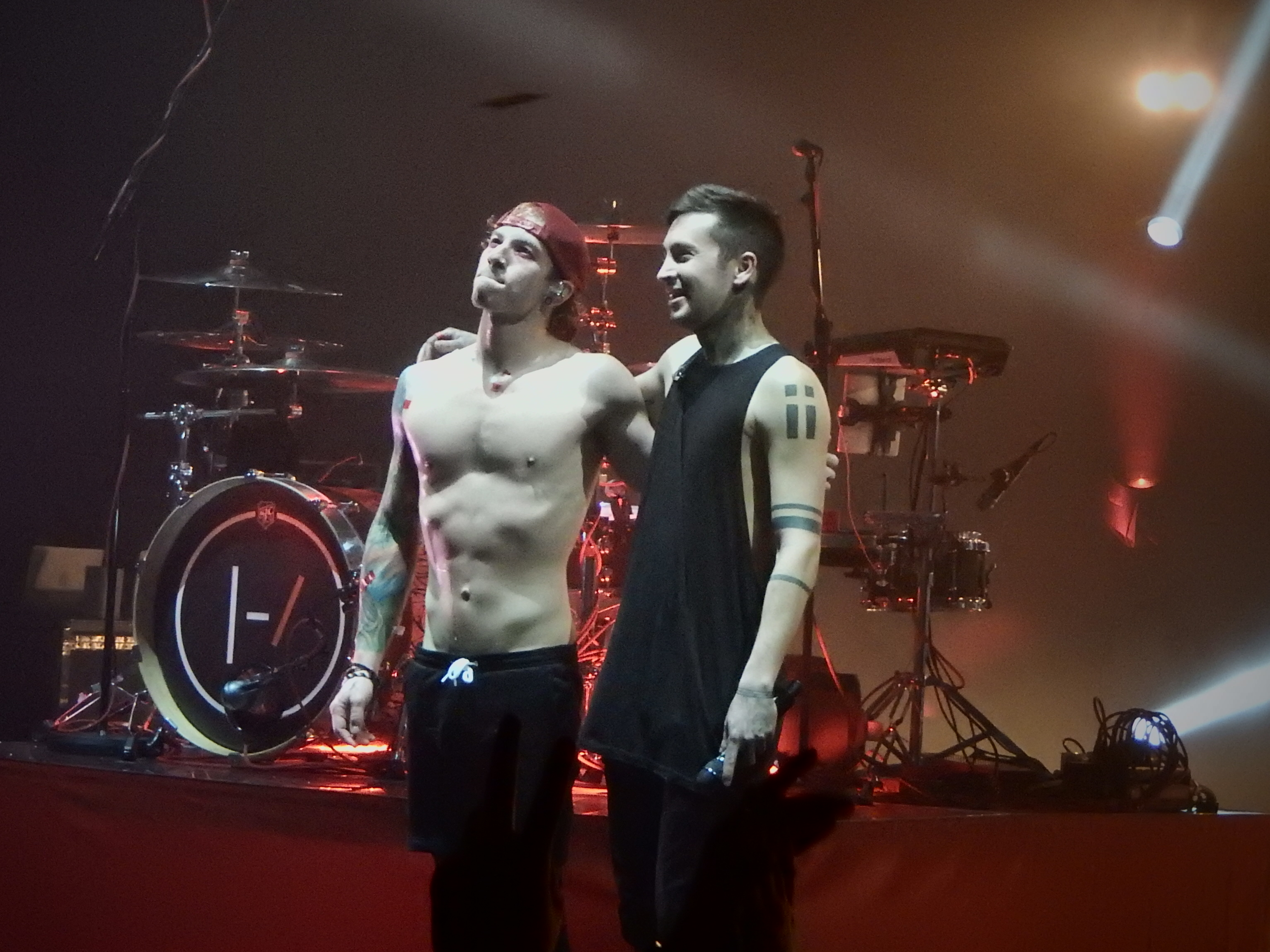
Twenty One Pilots à la Brixton Academy, Londres

Après la sortie de leur 3e album Vessel (2013), le groupe a fait une grosse tournée pour soutenir l'album dans le monde entier. Pendant sa tournée, le groupe avait un studio d'enregistrement portable qui leur permettait de déposer leurs idées.
Heavydirtysoul, Fairly Local, Tear in My Heart, Lane Boy et Doubt ont été enregistrés avec le producteur Ricky Reed au Serenity West Recording à Hollywood, Californie. Stressed Out, Polarize, Hometown et Not Today ont été enregistrés avec le producteur Mike Elizondo à Can Am à Tarzana, en Californie. Ride a été enregistré avec Reed au Sonic Lounge Studios à Grove City, Ohio. The Judge a été enregistré avec le producteur Mike Crossey aux Livingston Studios de Londres. We Don't Believe What's on TV et Goner ont été enregistrés avec Reed au Paramount Recording Studios à Hollywood, Californie. Message Man a été enregistré avec Tim Anderson au Werewolf Heart à Los Angeles, en Californie. L'album a été mixé par Neal Avron, avec l'aide de Scott Skrzynski, à The Casita à Hollywood, Californie. Le mastering a été fait par Chris Gehringer à Sterling Sound, dans New York.

## Titre et illustration
L'album porte le nom d'un personnage appelé Blurryface, créé par le groupe. Selon Tyler Joseph, il « représente toutes les choses dont je ne suis pas sûr en tant qu'individu, mais aussi tout le monde autour de moi ». Tyler porte de la peinture noire sur ses mains et son cou lors de ses concerts et clips pour l'album, pour représenter Blurryface, en disant : « Très dramatique, je sais, mais ça m'aide à entrer dans ce personnage ».
La direction artistique et la conception ont été réalisées par Brandon Rike, Reel Bear Media et Virgilio Tzaj. Rob Gold était le directeur artistique, tandis que Josh Skubel était chargé de la production de la pochette. Jabari Jacobs a fourni l'illustration. Rike mentionne sur son blog la sensation différente de l'illustration de Vessel et comment le rouge sur Blurryface est « la couleur de la passion, de la violence et de la colère », bien que le groupe soit célèbre pour son contenu ouvert à l'interprétation.

## Sortie de l'album
Le 17 mars 2015, le groupe a annoncé le titre de l'album, la liste des morceaux et la date de sortie. Les fans du groupe ont fait planter leur site web en essayant de précommander l'album. Le groupe a sorti son nouveau single Fairly Local le même jour, accompagné de son clip qui a été diffusé sur la chaîne YouTube officielle Fueled by Ramen. Le 3 février 2017, le groupe a sorti le clip de Heavydirtysoul, qui avait été mis en ligne en audio en 2015, et sorti en single le 9 décembre 2016.
Le 6 avril, le groupe a sorti le 2e single de l'album, Tear in My Heart, avec un clip officiel publié sur YouTube. "Tear in My Heart" a été diffusé à la radio le 14 avril 2015. Le 3e single, Stressed Out, est sorti le 28 avril , avec un clip, qui va d'ailleurs être le plus vu sur YouTube. Le 4 mai 2015, le groupe a publié sur YouTube l'audio du 6e morceau de l'album, Lane Boy, et a publié aussi Ride 7 jours plus tard de la même façon. Les deux sont des singles,,. Entre le 11 et le 14, le groupe a fait une tournée au Royaume-Uni. Le clip de Ride est sorti le 14 mai  réalisé par Reel Bear Media.
Le 19 mai 2015, le duo s'est produit au iHeartRadio Theatre LA de Burbank, en Californie, pour célébrer la sortie de l'album. Le concert a été retransmis en direct sur le site d'iHeartRadio.

## Réception
Blurryface a reçu des critiques principalement positives de la part des critiques de musique. Chez Metacritic, qui attribue une note normalisée sur 100 aux critiques musicales, l'album a reçu une note moyenne de 80, sur la base de 5 critiques, ce qui signifie «des critiques généralement favorables». Garrett Kamps de Billboard a salué l'album comme un « désordre chaud (dans le bon sens) », mais lui a donné une critique mitigée, disant que Blurryface « n'est pas à la hauteur par rapport à Vessel ».
Sputnikmusic et Alternative Press ont donné des critiques favorables à Blurryface, cette dernière étant la plus positive. Leur critique, Jason Pettigrew, a décrit l'album comme "merveilleux" et a salué le mélange des genres du groupe dans leurs chansons, mettant en évidence Ride, Polarize, Message Man, Tear in My Heart, We Don't Believe What's on TV, Goner et Lane Boy dans sa critique.

### Distinctions
L'album a été classé numéro un dans la liste «10 disques essentiels de 2015» d'Alternative Press. L'album a été placé à la 2e place dans la liste des 50 meilleures sorties en 2015 de Rock Sound. Blurryface a été nommé pour "Album de l'année" aux Alternative Press Music Awards 2016. L'album a également remporté la catégorie "Top Rock Album" aux Billboard Music Awards.

## Performance commerciale
Blurryface a fait ses débuts à la 1ère place du Billboard 200, faisant 147 000 unités d'album équivalentes (134 000 ventes d'albums purs) aux États-Unis au cours de sa première semaine, ce qui en fait l'album le mieux classé des Twenty One Pilots et marquant la meilleure semaine d'ouverture du groupe. Le groupe a également fait sa première apparition dans le top 40 britannique avec Blurryface débutant au numéro 14. En novembre 2015, l'album se vendait à 500 000 exemplaires dans le monde. Le mois suivant, il a été annoncé que les ventes de l'album aux États-Unis étaient de plus de 505 000 exemplaires. En janvier 2016, l'album s'était vendu à 592 000 exemplaires aux États-Unis. Deux mois plus tard, les ventes de l'album aux États-Unis étaient passées à 753 000 exemplaires. Fin mars, les ventes de l'album aux États-Unis s'élevaient à 792 000 exemplaires. À la mi-juin, l'album avait vendu 924 000 exemplaires  et plus d'un million fin juillet. À la fin de l'année, l'album s'était vendu à plus de 1,2 million d'exemplaires aux États-Unis. Il s'agit du 8e album le mieux vendu de 2016 avec plus de 1,5 million d'exemplaires vendus dans le monde cette année-là, selon la Fédération internationale de l'industrie phonographique. En avril 2017, il s'était vendu plus de 1,5 million d'exemplaires aux États-Unis. L'album a été certifié or au Canada et triple platine aux États-Unis.En octobre 2018, l'album a rapporté 3,74 millions d'unités d'album équivalentes, dont 1,7 million en ventes d'albums traditionnels aux États-Unis.
En 2018, l'album est devenu le premier projet (qui n'est pas une compilation) à faire certifier or toutes ses chansons par la Recording Industry Association of America. C'est également l'album le plus diffusé par un groupe de tous les temps, selon le compte Twitter @ChartData, avec 3,5 milliards de streams sur Spotify en juillet 2019.
En octobre 2018, l'album s'était vendu à 394727 exemplaires au Royaume-Uni et à 6,5 millions d'exemplaires dans le monde.
Ils battent un record incroyable, au moins chaque chanson de cet album est vendue à, minimum, 500 000 exemplaires rien qu'aux États-Unis ! 

## Tournées

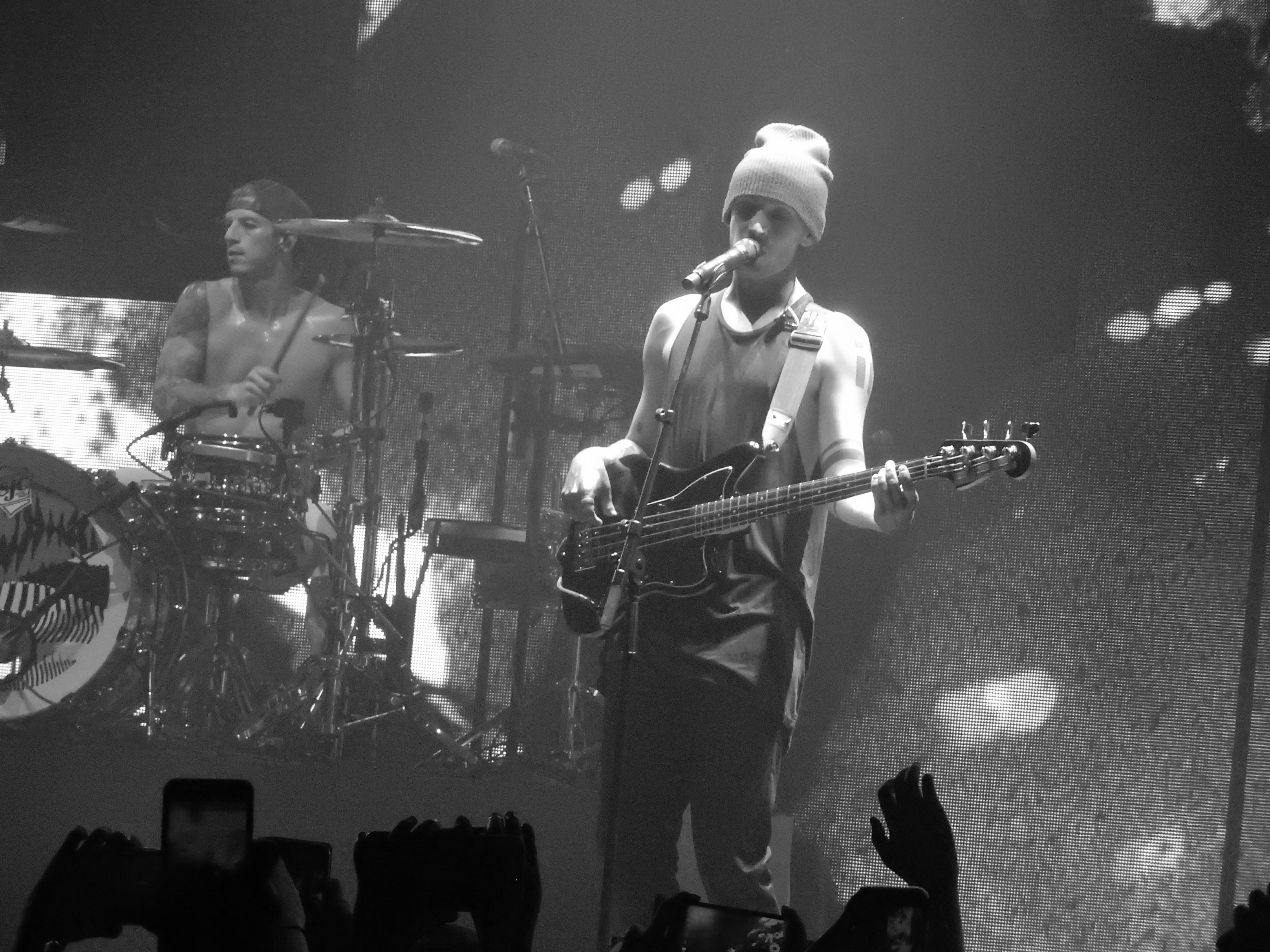
Twenty One Pilots performant en 2016, lors de l' Emotional Roadshow World Tour

Twenty One Pilots a eu sa première tournée internationale soutenant Blurryface en 2015, intitulée Blurryface Tour, et composée de 113 spectacles à travers le monde. La tournée a commencé le 11 mai 2015 à Glasgow, en Écosse, et s'est terminée le 7 mai 2016 à Bunbury, en Australie. Echosmith et Finish Ticket ont fait la première partie de l'étape nord-américaine de cette tournée. Deux spectacles de cette tournée ont été enregistrés au Fox Oakland Theatre et publiés plus tard sous forme de vinyle en édition limitée appelé Blurryface Live.
Twenty One Pilots a commencé l'Emotional Roadshow World Tour en 2016, qui s'est également concentré principalement sur l'album et le personnage de Blurryface . Le 26 octobre 2015, la tournée a été annoncée avec des dates nord-américaines commençant à Cincinnati, Ohio, en passant par New York. Le 9 mai 2016, d'autres dates de tournée ont été annoncées, dont une 2e étape nord-américaine et des dates en Europe et en Océanie. La tournée a commencé le 31 mai 2016 à Cincinnati à l'US Bank Arena et s'est terminée le 25 juin 2017 à Columbus, Ohio . La tournée comprenait 123 spectacles.

## Liste des morceaux
Toutes les chansons sont écrites et composées par Tyler Joseph.
| Blurryface | Blurryface                    | Blurryface                  | Blurryface | Blurryface | Blurryface | Blurryface | Blurryface | Blurryface | Blurryface |
| No         | Titre                         | Producteur                  | Durée      |            |            |            |            |            |            |
| ---------- | ----------------------------- | --------------------------- | ---------- | ---------- | ---------- | ---------- | ---------- | ---------- | ---------- |
| 1.         | Heavydirtysoul                | - Ricky Reed - Tyler Joseph | 3:55       |            |            |            |            |            |            |
| 2.         | Stressed Out                  | - Mike Elizondo - Joseph    | 3:22       |            |            |            |            |            |            |
| 3.         | Ride                          | - Reed - Joseph             | 3:35       |            |            |            |            |            |            |
| 4.         | Fairly Local                  | - Reed - Joseph             | 3:27       |            |            |            |            |            |            |
| 5.         | Tear in My Heart              | - Reed - Joseph             | 3:08       |            |            |            |            |            |            |
| 6.         | Lane Boy                      | - Reed - Joseph             | 4:13       |            |            |            |            |            |            |
| 7.         | The Judge                     | - Mike Crossey - Joseph     | 4:58       |            |            |            |            |            |            |
| 8.         | Doubt                         | - Reed - Joseph             | 3:11       |            |            |            |            |            |            |
| 9.         | Polarize                      | - Elizondo - Joseph         | 3:47       |            |            |            |            |            |            |
| 10.        | We Don't Believe What's on TV | - Reed - Joseph             | 2:57       |            |            |            |            |            |            |
| 11.        | Message Man                   | - Tim Anderson - Joseph     | 4:00       |            |            |            |            |            |            |
| 12.        | Hometown                      | - Elizondo - Joseph         | 3:55       |            |            |            |            |            |            |
| 13.        | Not Today                     | - Elizondo - Joseph         | 3:58       |            |            |            |            |            |            |
| 14.        | Goner                         | - Reed - Joseph             | 3:57       |            |            |            |            |            |            |
| 52:23      |                               |                             |            |            |            |            |            |            |            |

| Pistes bonus (Japon) | Pistes bonus (Japon) | Pistes bonus (Japon)  | Pistes bonus (Japon) | Pistes bonus (Japon) | Pistes bonus (Japon) | Pistes bonus (Japon) | Pistes bonus (Japon) | Pistes bonus (Japon) | Pistes bonus (Japon) |
| No                   | Titre                | Producteur            | Durée                |                      |                      |                      |                      |                      |                      |
| -------------------- | -------------------- | --------------------- | -------------------- | -------------------- | -------------------- | -------------------- | -------------------- | -------------------- | -------------------- |
| 15.                  | Guns for Hands       | - Greg Wells - Joseph | 4:30                 |                      |                      |                      |                      |                      |                      |
| 16.                  | Lovely               | - Wells - Joseph      | 4:18                 |                      |                      |                      |                      |                      |                      |
| 57:19                |                      |                       |                      |                      |                      |                      |                      |                      |                      |

| CD bonus (édition limitée) | CD bonus (édition limitée) | CD bonus (édition limitée)  | CD bonus (édition limitée) | CD bonus (édition limitée) | CD bonus (édition limitée) | CD bonus (édition limitée) | CD bonus (édition limitée) | CD bonus (édition limitée) | CD bonus (édition limitée) |
| No                         | Titre                      | Producteur                  | Durée                      |                            |                            |                            |                            |                            |                            |
| -------------------------- | -------------------------- | --------------------------- | -------------------------- | -------------------------- | -------------------------- | -------------------------- | -------------------------- | -------------------------- | -------------------------- |
| 1.                         | Heathens                   | - Elizondo - Wells - Joseph | 3:15                       |                            |                            |                            |                            |                            |                            |
| 51:46                      |                            |                             |                            |                            |                            |                            |                            |                            |                            |

## Personnel
Personnel par livret.
Twenty One Pilots
- Tyler Joseph - programmation (pistes 1–6, 8–9 et 12), piano (pistes 1–4, 5–7 et 12–14), claviers (pistes 2, 4, 9 et 12), orgues (piste 3), voix principales, chœurs, orgue Hammond, synthés (piste 7), ukulélé (pistes 7 et 10), basse de synthé (piste 9), basse (pistes 1–3, 8, 9 et 11), guitare (pistes 1, 3–6, 8, 11 et 14), tambourin (piste 1)
- Josh Dun - batterie (pistes 1 à 7 et 9 à 14), percussions (piste 7), trompette (pistes 10 et 13), batterie électronique (pistes 8 et 11)

| Musiciens additionnels - Ricky Reed – programmation (pistes 1, 3–6, 8 et 14), chants additionnells (pistes 1 et 8), basse (pistes 3–6, 10 et 14) - Mike Elizondo – contrebasse (piste 2), programmation (pistes 2, 12 et 13), claviers (pistes 2, 9, 12 et 13), basse (pistes 9, 12 and 13), synthétiseur basse (pistes 9 et 12), guitare (pistes 12 et 13), Hammond B3 (piste 13), chants (piste 13) - Mike Crossey – programmation, basse, synthétiseurs et chœurs (piste 7) - Jonathan Gilmore – chœurs (piste 7) - Tim Anderson – synthétiseurs et programmation (piste 11) - Danny T. Levin – trompette, trombone et euphonium (piste 13) - David Moyer – saxophone ténor, saxophone alto, saxophone baryton et flûte (piste 13) - LunchMoney Lewis – chants additionnels (piste 8) Personnel additionnel - Pete Ganbarg – A&R - Brandon Rike – direction artistique, design - Reel Bear Media – direction artistique, design - Virgilio Tzaj – direction artistique, design - Jabari Jacobs – photographie - Rob Gold – gestion artistique - Josh Skubel – production de la pochette | Production - Tyler Joseph – production exécutive, co-production - Chris Woltman – production exécutive - Ricky Reed – production exécutive, production (pistes 1, 3–6, 8, 10 et 14) - Mike Elizondo – production (pistes 2, 9, 12 et 13) - Mike Crossey – production (piste 7) - Tim Anderson – production (piste 11) - Neal Avron – mixage - Chris Gehringer – mastering - Drew Kapner – ingénierie (pistes 1, 3–6, 8, 10 et 14) - Adam Hawkins – ingénierie (pistes 2, 9, 12 et 13) - Joe Viers – ingénierie (piste 3) - Jonathan Gilmore – ingénierie (piste 7) - Chris Spilfogel – engineering (piste 11) - Scott Skrzynski – assistance - Michael Peterson – assistance (pistes 1, 4, 6 et 8) - Brent Arrowood – assistance (pistes 2, 9, 12 et 13) - Alex Gruszecki – assistance (pistes 3–5) - Victor Luevanos – assistance (pistes 10 et 14) - Seth Perez – assistance (piste 11) |

## Classements
| Classement (2015–2019)             | Position maximale |
| ---------------------------------- | ----------------- |
| Australie (ARIA)                   | 7                 |
| Autriche (Ö3 Austria Top 40)       | 12                |
| Belgique (Flandre Ultratop)        | 17                |
| Belgique (Wallonie Ultratop)       | 19                |
| Canada (Canadian Albums)           | 4                 |
| Danemark (Tracklisten)             | 9                 |
| Pays-Bas (Mega Album Top 100)      | 18                |
| Finlande (Suomen virallinen lista) | 5                 |
| France (SNEP)                      | 13                |
| Allemagne (Media Control AG)       | 27                |
| Albums grecs(IFPI)                 | 18                |
| Hongrie (Mahasz)                   | 16                |
| Italie (FIMI)                      | 13                |
| Albums japonais (Oricon)           | 61                |
| Mexique (AMPROFON)                 | 12                |
| Nouvelle-Zélande (RIANZ)           | 2                 |
| Norvège (VG-lista)                 | 5                 |
| Portugal (AFP)                     | 13                |
| Écosse (OCC)                       | 8                 |
| Espagne (Promusicae)               | 4                 |
| Suède (Sverigetopplistan)          | 9                 |
| Suisse (Schweizer Hitparade)       | 22                |
| Royaume-Uni (UK Albums Chart)      | 5                 |
| États-Unis (Billboard 200)         | 1                 |
| US Billboard Vinyl Albums          | 1                 |
| US Rolling Stone Top 200           | 109               |

| Classement (2015)                    | Position |
| ------------------------------------ | -------- |
| US Billboard 200                     | 31       |
| US Billboard Digital Albums          | 19       |
| US Billboard Top Rock Albums         | 7        |
| Classement (2016)                    | Position |
| Albums australiens (ARIA)            | 23       |
| Albums autrichiens (Ö3 Austria)      | 34       |
| Albums belges (Ultratop Flanders)    | 73       |
| Albums belges (Ultratop Wallonia)    | 67       |
| Albums canadiens (Billboard)         | 4        |
| Albums Danois (Hitlisten)            | 14       |
| Albums néerlandais (MegaCharts)      | 31       |
| Albums français (SNEP)               | 24       |
| Albums italiens (FIMI)               | 63       |
| Albums mexicains (AMPROFON)          | 41       |
| Albums néozélandais (RMNZ)           | 9        |
| Albums polonais (ZPAV)               | 42       |
| Albums suédois (Sverigetopplistan)   | 12       |
| Albums suisses (Schweizer Hitparade) | 46       |
| Albums britanniques (OCC)            | 27       |
| US Billboard 200                     | 6        |
| Classement (2017)                    | Position |
| Albums australiens (ARIA)            | 97       |
| Albums canadiens (Billboard)         | 29       |
| Albums danois (Hitlisten)            | 92       |
| Albums néerlandais (MegaCharts)      | 74       |
| Albums italiens (FIMI)               | 86       |
| Albums mexicains (AMPROFON)          | 60       |
| Albums néo-zélandais (RMNZ)          | 25       |
| Albums suédois (Sverigetopplistan)   | 75       |
| Albums britannique (OCC)             | 67       |
| US Billboard 200                     | 17       |
| Classement (2018)                    | Position |
| US Billboard 200                     | 77       |
| US Billboard Top Rock Albums         | 6        |
| Classement (2019)                    | Position |
| Albums mexicains (AMPROFON)          | 80       |
| US Billboard 200                     | 117      |

| Chart (2015–2019)              | Position |
| ------------------------------ | -------- |
| US Billboard 200               | 12       |
| US Top Rock Albums (Billboard) | 1        |

## Certifications
| Région                                                                                                 | Certification | Ventes/Streams |
| --- | ------------- | -------------- |
| Australie (ARIA)                                                                                       | Platine       | 70 000^        |
| Autriche (IFPI)                                                                                        | Platine       | 15 000x        |
| Canada (Music Canada)                                                                                  | Platine       | 80 000^        |
| Danemark (IFPI)                                                                                        | Or            | 10 000^        |
| Allemagne (BM)                                                                                         | Or            | 100 000^       |
| Italie (FIMI)                                                                                          | Platine       | 50 000*        |
| Pays-Bas (NVPI)                                                                                        | Or            | 25 000^        |
| Nouvelle-Zélande (RMNZ)                                                                                | Platine       | 15 000^        |
| Norvège (IFPI)                                                                                         | Or            | 15 000*        |
| Pologne (ZPAV)                                                                                         | Platine       | 20 000*        |
| Suisse (IFPI)                                                                                          | Platine       | 30 000x        |
| Royaume-Uni (BPI)                                                                                      | Platine       | 300 000^       |
| États-Unis (RIAA)                                                                                      | Platine       | 1,500,000      |
| *Ventes selon la certification ^Mise en rayon selon la certification xNon précisé par la certification |               |                |

## Historique des sorties
| Pays        | Date        |
| ----------- | ----------- |
| Australie   | 15 mai 2015 |
| Allemagne   | 15 mai 2015 |
| Japon       | 15 mai 2015 |
| Irlande     | 15 mai 2015 |
| Pays-Bas    | 15 mai 2015 |
| Finlande    | 16 mai 2015 |
| Danemark    | 16 mai 2015 |
| France      | 16 mai 2015 |
| Pologne     | 16 mai 2015 |
| Royaume-Uni | 16 mai 2015 |
| Europe      | 17 mai 2015 |
| Canada      | 17 mai 2015 |
| États Unis  | 17 mai 2015 |